# 劳日特错
劳日特错，又称诺多错，是一个位于中国青海省格尔木市和西藏自治区安多县之间的一座湖泊，地处羌塘高原东部一山间盆地内，湖泊长13.5公里，平均宽4.2公里，面积57.3平方公里。湖面海拔4955米。湖水主要依赖燕子湖和巴日根曲来水补给，出流经东南部邦陇陇巴河注入玛巧错。属于内陆吞吐湖。